# Lotte Verbeek

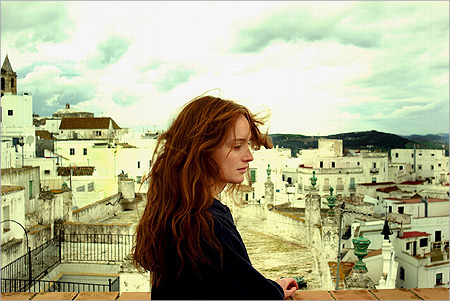
Lotte Verbeek w filmie Nic osobistego

Lotte Verbeek (ur. 24 czerwca 1982 w Venlo) – holenderska aktorka telewizyjna i filmowa, a także tancerka.

## Życiorys
Kształciła się w Amsterdamie w Theaterschool i w Conservatorium van Amsterdam, szkołach teatralnej i muzycznej należących do Amsterdamse Hogeschool voor de Kunsten. Jako aktorka debiutowała w 2007. Dwa lata później otrzymała główną rolę w holendersko-irlandzkim dramacie Nic osobistego w reżyserii Urszuli Antoniak, otrzymała za nią m.in. nagrodę dla najlepszej aktorki na Międzynarodowym Festiwalu Filmowym w Locarno oraz nominację do Europejskiej Nagrody Filmowej. W 2011 wystąpiła jako Giulia Farnese w Rodzinie Borgiów, grając u boku m.in. Jeremy’ego Ironsa.

## Filmografia
| Rok  | Tytuł                   | Rola                 | Uwagi      |
| ---- | ----------------------- | -------------------- | ---------- |
| 2006 | Moes                    | Mona                 | miniserial |
| 2009 | Nic osobistego          | Annie                |            |
| 2010 | Le Ragazze dello Swing  | Judith Leschan       | miniserial |
| 2011 | Rodzina Borgiów         | Giulia Farnese       | serial     |
| 2012 | Suspension of Disbelief | Therese/Angelique    |            |
| 2014 | Outlander               | Geillis Duncan       | serial     |
| 2014 | Gwiazd naszych wina     | Lidewij Vliegenthart |            |
| 2015 | Łowca czarownic         | Helena               |            |
| 2016 | Agentka Carter          | Ana Jarvis           | serial     |
| 2016 | Czarna lista            | Katarina Rostova     | serial     |
| 2017 | Division 19             | Aisha                |            |
| 2019 | Ukryta gra              | agent Stone          |            |